# Campylacantha olivacea
Campylacantha olivacea är en insektsart som först beskrevs av Scudder, S.H. 1875.  Campylacantha olivacea ingår i släktet Campylacantha och familjen gräshoppor.

## Underarter
Arten delas in i följande underarter:
- C. o. olivacea
- C. o. similis

## Bildgalleri

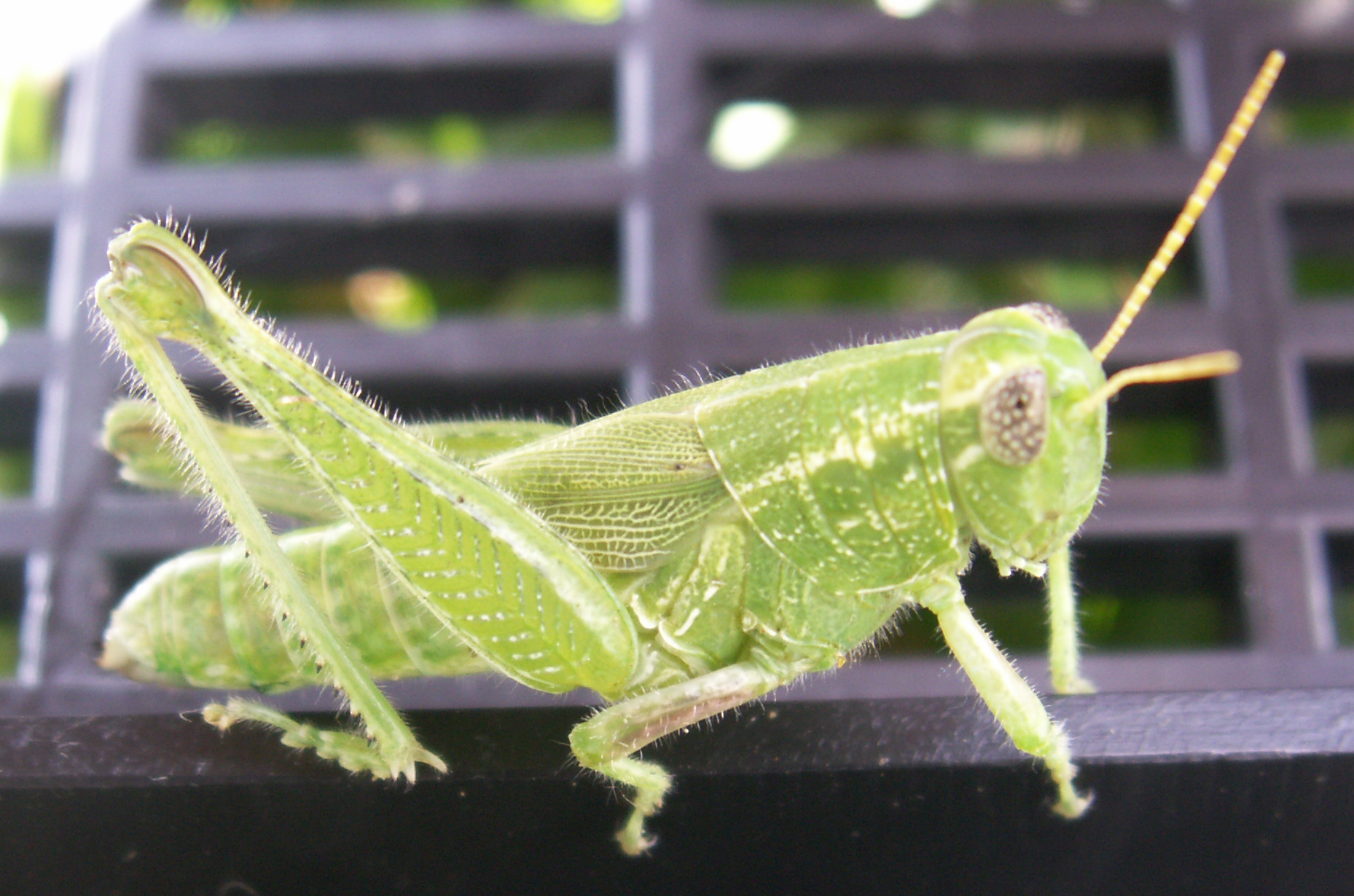
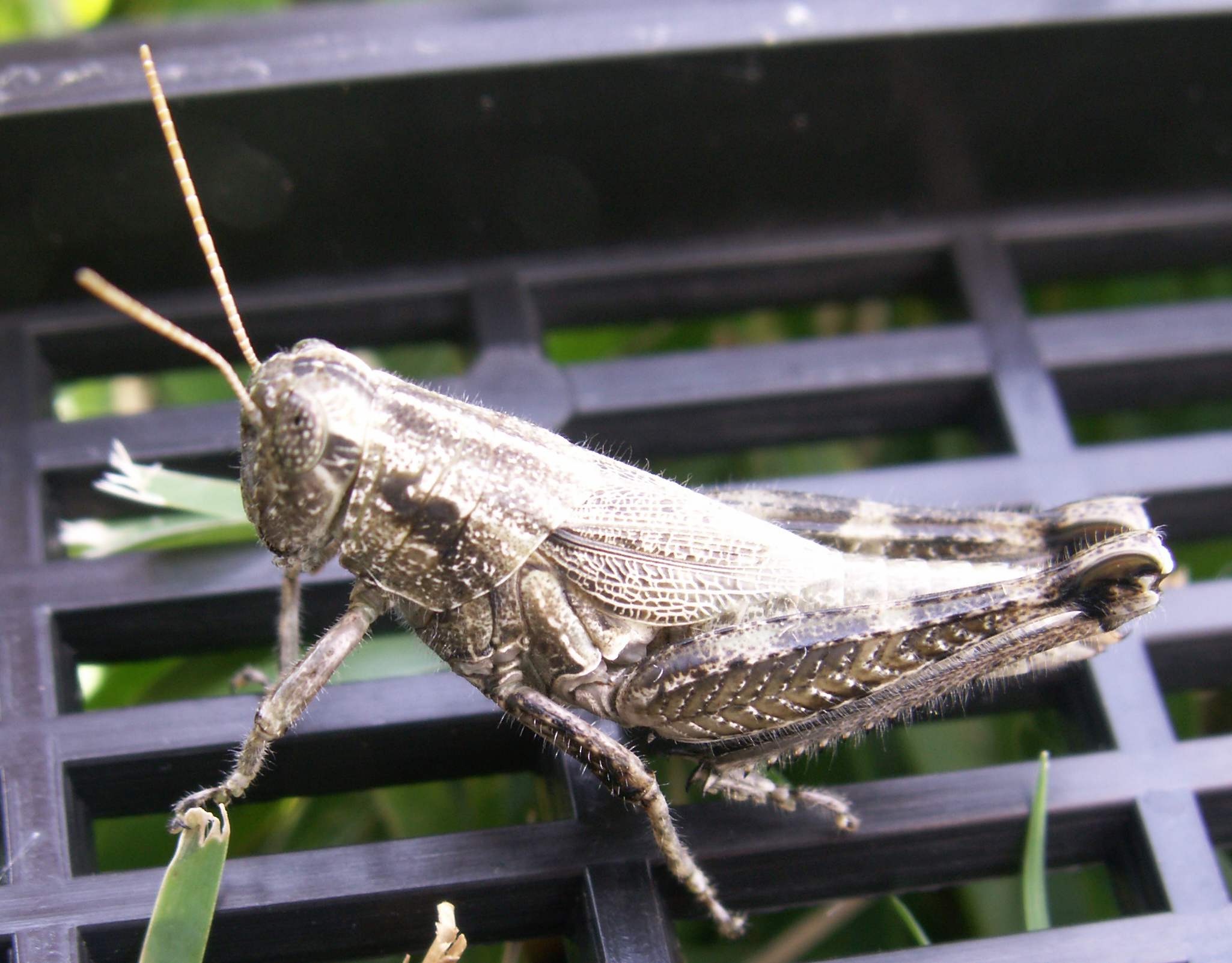
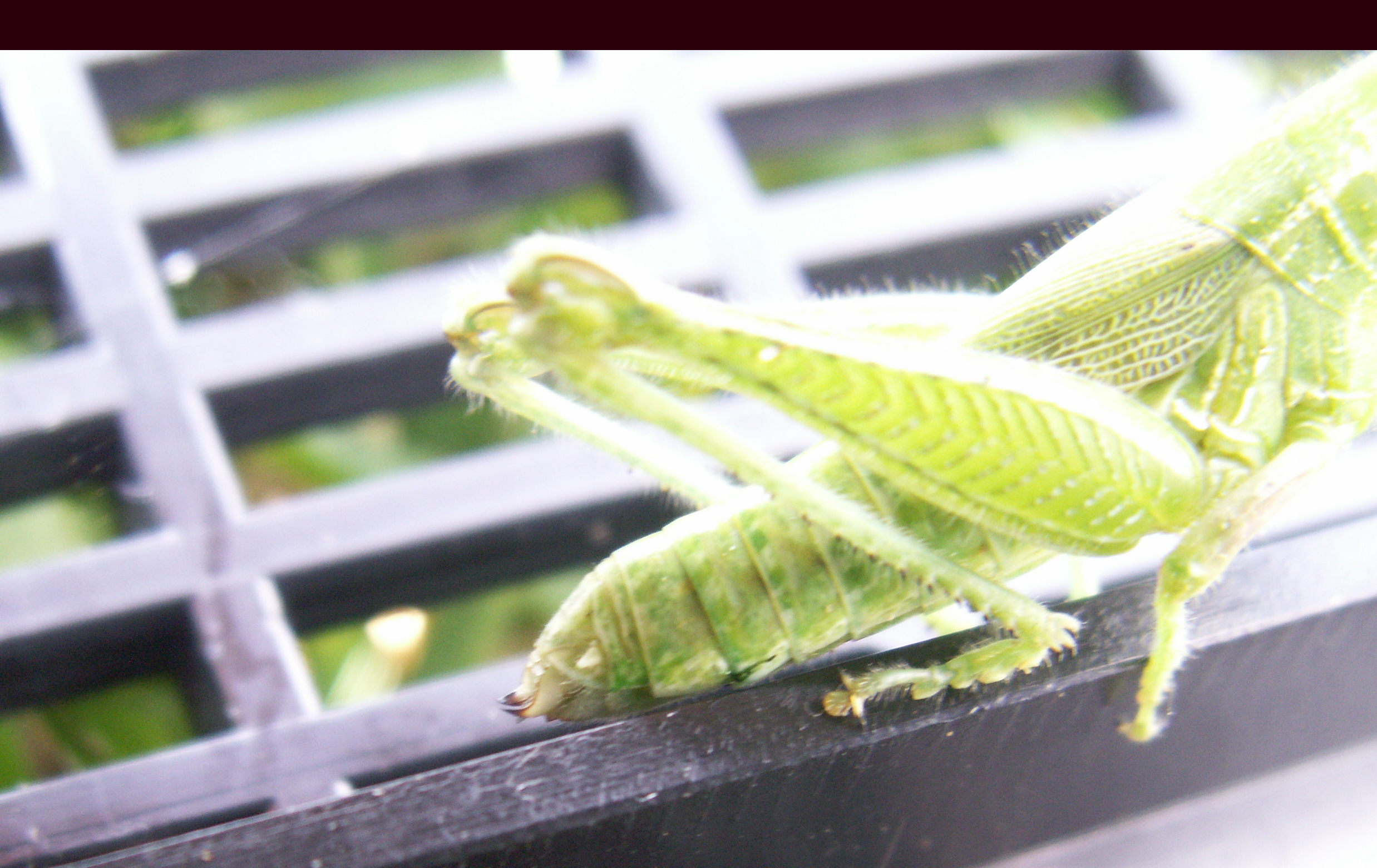
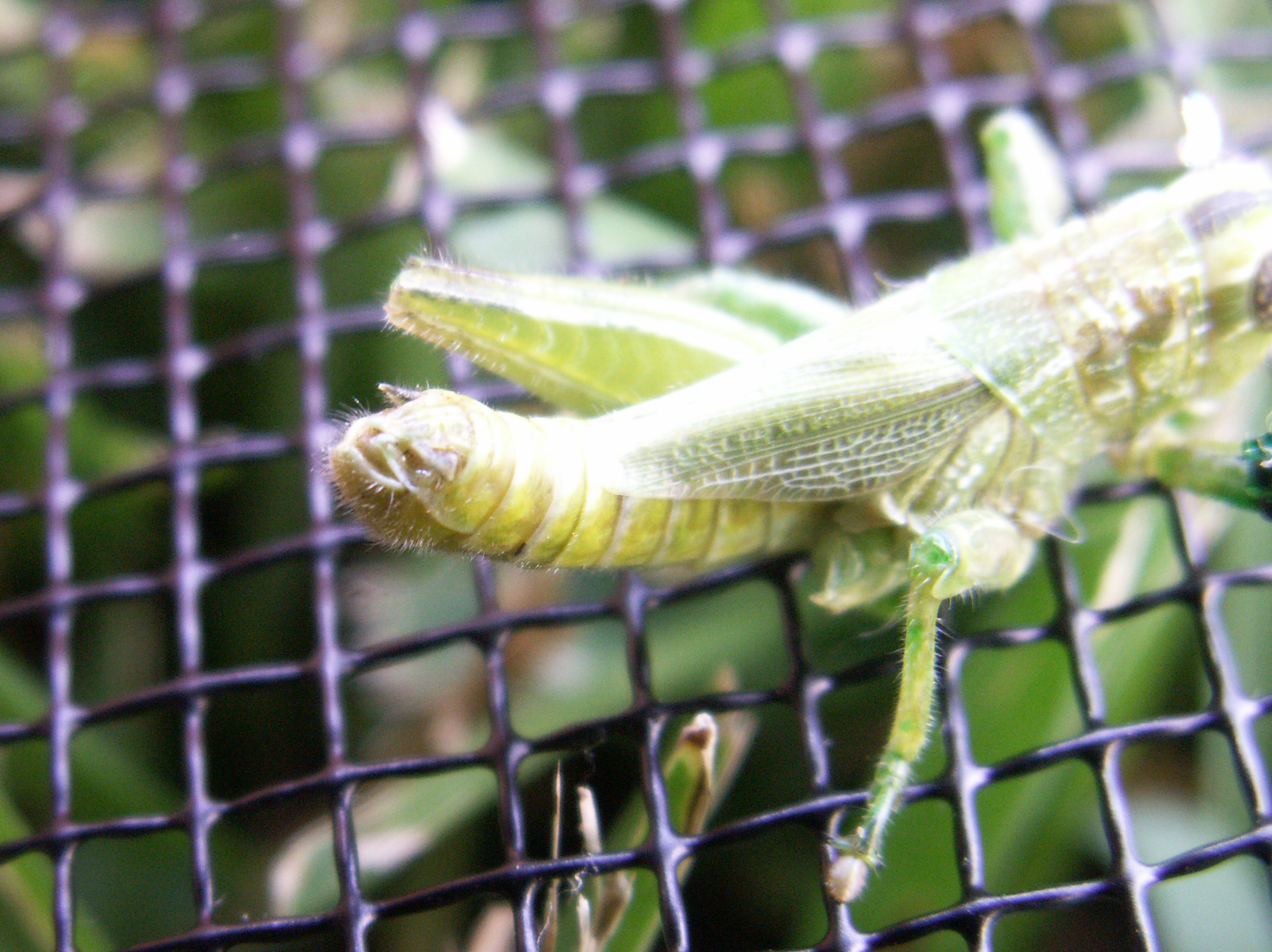